# Trăbaci, Razgrad
Trăbaci (în bulgară Тръбач) este un sat în comuna Loznița, regiunea Razgrad,  Bulgaria. 

## Demografie
Componența etnică a satului Trăbaci
     Turci (50,57%)
     Bulgari (41,95%)
     Nicio identificare (7,47%)
     Altele (0%)
La recensământul din 2011, populația satului Trăbaci era de 174 locuitori. Din punct de vedere etnic, majoritatea locuitorilor (50,57%) erau turci, cu o minoritate de bulgari (41,95%). Pentru 7,47% din locuitori nu este cunoscută apartenența etnică.